# Добрый и злой следователь
До́брый и злой сле́дователь (на чекистском сленге так же называемый «конвеер») — фразеологизм, обозначающий совместный допрос, способ досудебного дознания (следственной работы с подозреваемым, психологического давления), широко применяемый в следственной практике и в целом аналогичный методу «кнута и пряника». Этот метод, до некоторой степени аналогичный методу поощрения и наказания в педагогике, совмещает и, одновременно, разделяет различные способы воздействия на подозреваемого в совершении преступления: негативного («злой» следователь) и позитивного («добрый»). Комбинирование эффекта кнута и пряника, с одной стороны, должно расшатать психологическую устойчивость допрашиваемого, а с другой стороны, подтолкнуть его к сотрудничеству со следствием и, в идеале, признанию в совершённом преступлении.
«Метод кнута и пряника» издавна широко использовался в политике, управлении, менеджменте, любых формах власти и на государственной службе, однако своё новое название «доброго и злого следователя» получил сравнительно недавно, под влиянием голливудских фильмов о полицейских, а также — культового сериала «Место встречи изменить нельзя». Начиная с конца 1980-х годов, благодаря политике гласности, открывшей массовому читателю многочисленные мемуары бывших подследственных советских времён, словосочетание «добрый и злой следователь» постепенно входит в язык и становится устойчивым фразеологическим оборотом, применяемым далеко не только к узкой области следственно-разыскной работы.

## Применение в СССР и России
Несмотря на то, что метод «доброго и злого следователя» широко использовался до революции, а также принял систематический характер в сталинские времена, под таким названием он не фигурировал ни в учебниках, ни в методических документах, ни в инструкциях, ни даже — в мемуарах бывших заключённых. К примеру, Евгения Гинзбург, рассказывая про допросы в НКВД (1937 год), очень точно описывает на своём примере методику двух следователей, «доброго и злого», однако, ни разу не произнеся этого словосочетания напрямую. И сама глава с рассказом о сцене двойного допроса называется более чем наглядно: «Кнут и пряник». Примерно таким же образом выглядел и допрос Даниила Хармса с его товарищами по группе ОБЭРИУтов в декабре 1931 года, где полковник Лазарь Вениаминович Коган, начальник секретно-политического отдела ленинградского ОГПУ выполнял ярко очерченную роль «доброго» и вежливого следователя, а его подчинённый Алексей Бузников — крайне грубого и злого. И только в книгах последнего времени эта методика ведения следствия получает своё точное наименование.
Из сталинских времён методика двойного допроса почти без изменений (разве что, несколько смягчившись в связи с общей гуманизацией жизни в стране) перекочевала в работу следственных органов сначала Советского Союза, а затем и — его правоприемника, Российской Федерации, сделавшись стандартной практикой для правоохранительных работников. В позднейшие времена (примерно с начала XXI века) из разговорной и литературной речи «добрый и злой следователь» проникают в учебники криминалистики и служебные инструкции для сотрудников следственных органов. К примеру, учебник для высших школ соответствующего профиля отмечает в отдельном параграфе, что «неплохой результат дает и широко освещённый в отечественной и зарубежной литературе метод, когда допрос осуществляет попеременно „злой“ и „добрый“ следователь, при этом допрашиваемый инстинктивно стремится к доброму и правдиво рассказывает ему все, что знает сам». При этом автор достаточно подробно описывает методику и попутно отмечает, что применение этого метода возможно в рамках особой тактической комбинации, состоящей из нескольких последовательных следственных действий — допросов или следственного действия — допроса и оперативно-разыскного мероприятия — опроса, когда расследование осуществляется следственной группой. При этом будущие следственные работники отдельно предупреждаются, что «злой» следователь, безусловно, должен действовать строго в рамках закона и не допускать противоправного оказания психического или физического воздействия на допрашиваемого.
Сходным образом высказывается и учебник полицейской психологии, выпущенный в 2016 году. В отдельном параграфе, посвящённом приёмам группового допроса (Глава II, Психология расследования преступлений), авторы кратко описывают методику, при которой «два следователя ведут допрос, между ними распределяются роли. Один активно, в наступательном стиле задает вопросы, используя малейшую возможность для изобличения допрашиваемого во лжи (в качестве „злого“ следователя). Второй говорит примирительно, как только обостряется очередной конфликт между его коллегой и допрашиваемым, демонстрирует желание его понять, выступая, условно говоря, в роли „доброго“ следователя». Между тем, полицейские психологи предупреждают, что подобным сильнодействующим средством психологического давления следует пользоваться весьма осторожно, во избежание самооговора, а в ряде случаев сведения, полученные при помощи метода «доброго и злого следователя» нуждаются в дополнительной проверке, например, при помощи дополнительной очной ставки.
В несколько более театральной форме описывает метод «доброго и злого следователя» Роберт Чалдини в своей культовой книге «Психология влияния».

В начале «представления», которое устраивает Злой следователь, его партнер, Добрый следователь, сидит в стороне. Затем Добрый следователь начинает вмешиваться в разговор. Сначала он говорит только со Злым следователем, пытаясь утихомирить его усиливающийся гнев. «Успокойся, Фрэнк, успокойся». Но Злой следователь кричит: «Не успокаивай меня, ты ведь видишь — он лжет мне в лицо! Я ненавижу этих лживых ублюдков!»
Чуть позже Добрый следователь выступает в защиту подозреваемого. «Не суди его так строго, Фрэнк, он ведь ещё ребёнок». Это не такая уж большая поддержка, но по сравнению с тирадами Злого следователя слова Доброго следователя звучат для заключенного как музыка. Однако Злого следователя убедить не так-то просто. «Ребенок? Он не ребёнок. Он дерьмо. Он дерьмо, вот что он такое. И я скажу тебе кое-что ещё. Этому дебилу больше восемнадцати, так что я могу упрятать его так далеко за решетку, что без карманного фонаря его и не найдешь».
В более общей форме автор настаивает на важности «убедительной» актёрской игры и естественного распределения ролей. Впрочем, в реальной жизни, когда речь идёт о работе следственных органов, распределение функций очевидным образом следует, исходя из характера и наклонностей каждого конкретного следователя.

## В литературе и кино
Поскольку история активного применения фразеологического оборота насчитывает в русском языке всего три-четыре десятка лет, сфера его употребления не слишком разнообразна. Чаще всего «добрый и злой следователь» появляются в литературных произведениях криминальной тематики, так или иначе, связанных с работой следственных органов. Гораздо реже словосочетание переносится в сферу управления, когда начальству требуется решить какой-то конфликт или оказать давление на подчинённых.
Впервые в широкий речевой обиход словосочетание шагнуло с экрана сериала «Место встречи изменить нельзя», сказанное устами главного героя:

(Жеглов:) Я желаю услышать рассказ про соучастника убийства — Фокса. Я желаю между вами соревнование устроить. Кто из вас больше и быстрее про кого расскажет. От этого на суде будет зависеть, кто из вас пойдёт соучастником, а кто организатором преступления. Понятно излагаю?
(Груздев:) Мне известен, по книжкам конечно, хорошо известен этот прием: один следователь грубый и злой, а другой добрый и вежливый. Подследственный, естественно, психологически тянется к следователю доброму…

## В политике
В последние годы фразеологизм о «добром и злом следователе», несмотря на его очевидную профессиональную узость, всё чаще употребляется по отношению к политике и политическим деятелям. Отчасти, это произошло вследствие радикально возросшего числа работников правоохранительных органов и силовых структур, перешедших в органы государственного управления, начиная от президента Российской Федерации и его соратников, заканчивая другими крупными государственными служащими, обладающего большим опытом в работе что в правоохранительных органах, что в органах государственной безопасности. Михаила Мейлах расписал о своём деле, которое поначалу вёл Виктор Черкесов, исполнявший роль «злого следователя».
В новейшей истории России примером политического применения принципа «доброго и злого следователя» стал рубеж 2010-х годов, когда Владимир Путин весьма убедительно разыгрывал роли злого и доброго следователей на па́ру с Дмитрием Медведевым, в результате, многократно укрепив «номенклатурную значимость» не только метода, но и фразеологизма, выведя его на верхний уровень государственной власти. Таким образом, уже во втором десятилетии XXI века устойчивое словосочетание о «добром и злом следователе», употребляемое в качестве метафоры, стало ассоциироваться со властью вообще или, говоря шире, с любым начальником, — человеком, принимающим то или иное решение, исходя из конкретной комбинации традиционного метода «кнута и пряника».

Мне кажется, нам удалось напугать украинскую сторону как раз вот несдержанной реакцией в неофициальных кругах. Собственно говоря, здесь сработала простейшая схема — как я себе это представляю, я могу ошибаться — злого и доброго следователя. На фоне очень резкой реакции средств массовой информации была очень сдержанная реакция официальных кругов"…— Сергей Михеев об освобождении танкера в порту Измаил